# Rabah Saâdane

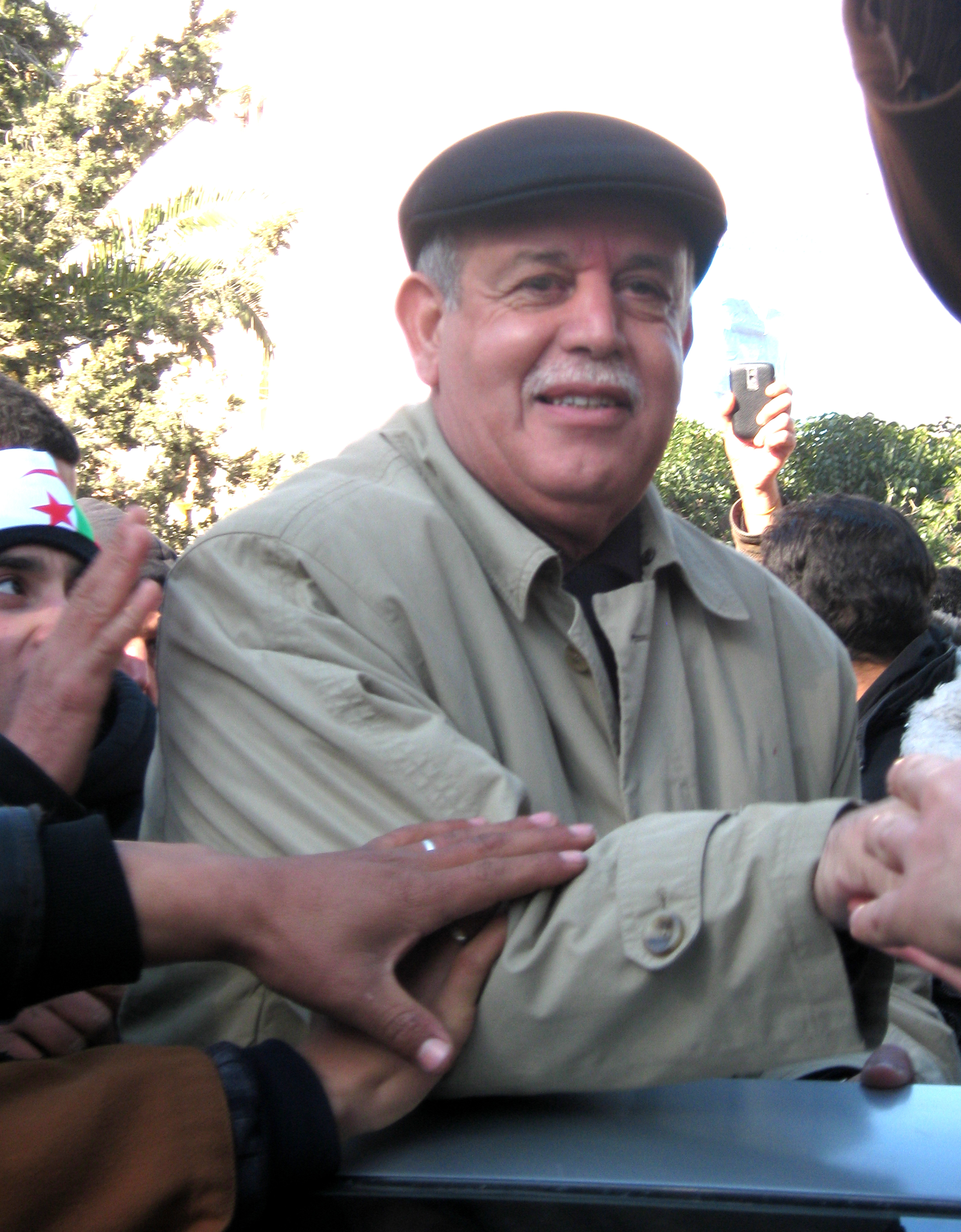
Foto uit 2009

Rabah Saâdane (Batna, 3 mei 1946) is een voetbaltrainer en coach van Algerijnse afkomst. Sinds januari 2014 is hij trainer van ES Sétif.
Hij heeft onder ander Raja Casablanca en MC Algiers getraind, maar vooral het Algerijns voetbalelftal. Saâdane heeft Algerije twee keer naar het wereldkampioenschap voetbal geleid. Het wereldkampioenschap in Zuid-Afrika (2010) was de derde keer.